# Staurogyne
Staurogyne es un género de plantas con flores perteneciente a la familia Acanthaceae. El género tiene 257 especie de hierbas descritas y de estas, solo 50 aceptadas.

## Taxonomía
El género fue descrito por Nathaniel Wallich y publicado en Plantae Asiaticae Rariores 2: 80. 1831. La especie tipo es:  Staurogyne argentea Wall. 

## Especies seleccionadas
- Staurogyne agrestis
- Staurogyne alboviolacea
- Staurogyne amboinica
- Staurogyne amoena
- Staurogyne angustifolia
- Lista de especies